# La Croft (Ohio)
La Croft es un lugar designado por el censo ubicado en el condado de Columbiana en el estado estadounidense de Ohio. En el Censo de 2010 tenía una población de 1144 habitantes y una densidad poblacional de 385,76 personas por km².

## Geografía
La Croft se encuentra ubicado en las coordenadas 40°38′49″N 80°35′59″O / 40.64694, -80.59972. Según la Oficina del Censo de los Estados Unidos, La Croft tiene una superficie total de 2.97 km², de la cual 2.97 km² corresponden a tierra firme y (0%) 0 km² es agua.

## Demografía
Según el censo de 2010, había 1144 personas residiendo en La Croft. La densidad de población era de 385,76 hab./km². De los 1144 habitantes, La Croft estaba compuesto por el 97.2% blancos, el 0.87% eran afroamericanos, el 0.17% eran amerindios, el 0% eran asiáticos, el 0% eran isleños del Pacífico, el 0.17% eran de otras razas y el 1.57% pertenecían a dos o más razas. Del total de la población el 0.7% eran hispanos o latinos de cualquier raza.